# 嘉川镇
嘉川镇，是中华人民共和国四川省广元市旺苍县下辖的一个乡镇级行政单位。2020年5月，撤销尚武镇，将其所属行政区域划归嘉川镇管辖。

## 行政区划
嘉川镇下辖以下地区：
庙二湾社区、何家坝社区、和平社区、青林村、石龙村、石桥村、红旗村、庆寨村、顺水村、龙王村、小松村、灯塔村、槐树村、五红村、群峰村、前哨村、和平村、庙二村、太平村、蔬菜村、五四村、群力村、大树村和四川省川北监狱社区。